# Abdelghani Bouzidi
Abdelghani Bouzidi (sinh ngày 23 tháng 1 năm 1997) là một cầu thủ bóng đá người Algérie thi đấu cho NA Hussein Dey ở Giải bóng đá hạng nhất quốc gia Algérie và Đội tuyển bóng đá U-23 quốc gia Algérie. Ngày 12 tháng 5 năm 2017, Bouzidi có màn ra mắt khi đá chính trong trận đấu tại giải vô địch trước CS Constantine.